# Hofstätten (Duitsland)
Hofstätten is een plaats in de Duitse gemeente Wilgartswiesen, deelstaat Rijnland-Palts, en telt 150 inwoners.